# Plebejus nivescens
Plebejus nivescens är en fjärilsart som beskrevs av Wilhelm Moritz Keferstein 1851. Plebejus nivescens ingår i släktet Plebejus och familjen juvelvingar. Inga underarter finns listade i Catalogue of Life.